# John Gay
John Gay, född 30 juni 1685 i Barnstaple, Devon, död 4 december 1732 i London, var en engelsk poet och dramatiker. Han är bäst känd för Tiggaroperan (1728) med musik av Johann Christoph Pepusch. Rollfigurerna Captain Machheath och Peachum i Tiggaroperan är baserat på Jack Sheppard och Jonathan Wild, berömda brottslingar från Gays samtid.
John Gay arbetade med bland annat Jonathan Swift och Alexander Pope och medlem i den kortvariga litterära klubben Scriblerus Club.

## Biografi
Gay föddes i Barnstaple, England och utbildade sig vid stadens grammar school. Efter utbildningen arbetade han som silkeshandlare i London, dit han flyttat för att ägna sig åt författandet, och blev vän med Alexander Pope. 1716 utkom hans Trivia, or the art of walking the streets of London, en dikt i tre band, innehållande humoristiska Londonskildringar. 1727 utgav Gay sin berömda Fifty-one fables in verse och 1728 uppfördes med framgång hans The beggar's opera. Dess fortsättning Polly (1729) blev förbjuden. Gays herdeopera Acis and Galate tonsattes av Georg Friedrich Händel och uppfördes 1732. Gay begravdes i Westminster Abbey. Hans Poetical works utgavs 1926 av T. C. Faber.
The beggar's opera är förlaga för Bertholt Brechts och Kurt Weills opera Tolvskillingsoperan.

## Svenska översättningar
- Fabler öfwersatte (översättning Hans Bergeström, Karlskrona, 1771)
- Tiggarns opera (uppförd på Kungl. Teatern i Stockholm 1945, översättning av Annastina Alkman). [7]
- Aderton visor ur Tiggarens opera (översättning Per Erik Wahlund, Natur och kultur, 1960)
- Tiggarens opera: i det skick vari den framförts på Kungl. Dramatiska teatern vid Nybroplan (The beggar's opera) (översättning Per Erik Wahlund, Natur och kultur, 1964)
- Tiggarens opera (The beggar's opera) (otryckt översättning av Jan Mark, bearbetning Johan Wahlström för Helsingborgs stadsteater 2009)